# 董启强
董启强（1918年—2005年），男，四川巴县人，中华人民共和国军事人物，中国人民解放军少将，曾任国防科技大学副政治委员。